# Franco Interlenghi

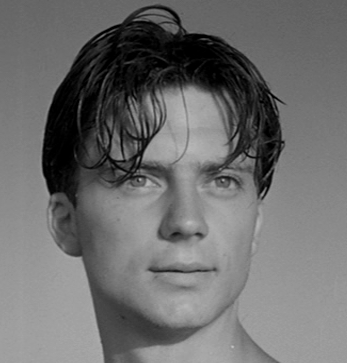
Franco Interlenghi im Jahr 1950

Franco Interlenghi (* 29. Oktober 1931 in Rom; † 10. September 2015 ebenda) war ein italienischer Schauspieler und Filmproduzent.

## Leben
Franco Interlenghi hatte sein Schauspieldebüt im Alter von nur 15 Jahren, als er in dem Filmdrama Schuhputzer unter Regie von Vittorio De Sica die Titelrolle verkörpern durfte. Anschließend folgten zunächst kleinere Rollen, doch schon 1952 hatte er in dem Filmklassiker Don Camillo und Peppone von Julien Duvivier wieder einen größeren Auftritt. In Don Camillo verkörperte er wie in zahlreichen weiteren Filmen der 1950er-Jahre einen jugendlichen Liebhaber. Ein Höhepunkt seiner Karriere war die Hauptrolle in Federico Fellinis Die Müßiggänger aus dem Jahr 1953. Interlenghi galt wegen seines Aussehens in jungen Jahren als Teenageridol in Italien. Dennoch hatte er international nur begrenzten Erfolg. Im Jahre 1954 spielte er an der Seite von Kirk Douglas in Mario Camerinis Mythenfilm Die Fahrten des Odysseus, und 1958 war er als Geliebter von Brigitte Bardot in Mit den Waffen einer Frau zu sehen, der diese am Ende des Filmes wegen Untreue umbringt.
Ab den 1960er-Jahren arbeitete Interlenghi vermehrt als Theaterschauspieler, etwa unter der Regie von Luchino Visconti in Tod eines Handlungsreisenden. In seinen Leinwandauftritten seit den 1970er-Jahren verlegte sich Interlenghi zusehends auf Nebenrollen und spielte auch häufiger im Fernsehen. Er wirkte insgesamt in annähernd 100 Spielfilmen mit, so auch 1987 in Franco Rossis Bibelverfilmung Ein Kind mit Namen Jesus und 1999 in Raffaele Mertes’ Jesus-Legenden – Joseph von Nazareth. 2002 spielte er in Papst Johannes XXIII. die Rolle des Radini Tedeschi.
Seit 1953 war Interlenghi mit der Schauspielerin Antonella Lualdi verheiratet. Aus der Ehe ging eine Tochter, Antonella Interlenghi (* 1961), hervor, die ebenfalls als Schauspielerin tätig ist.

## Filmografie (Auswahl)
- 1946: Schuhputzer (Sciuscià)
- 1950: Ein Sonntag im August (Domenica d’agosto)
- 1951: Teresa
- 1952: Die von der „Liebe“ leben (Il mondo le condonna)
- 1952: Don Camillo und Peppone (Le Petit monde de Don Camillo)
- 1952: Kinder unserer Zeit (I vinti)
- 1952: Das Lied vom Verrat (Processo alla città)
- 1952: Die Helden des Sonntags (Gli eroi della domenica)
- 1953: Gefährliche Schönheit (La provinciale)
- 1953: Die Müßiggänger (I vitelloni)
- 1954: Die Fahrten des Odysseus (Ulisse)
- 1954: Die barfüßige Gräfin (The barefoot contessa)
- 1955: Erkauftes Glück (Non c'è un amore più grande)
- 1955: Die Verliebten (Gli innamorati)
- 1956: Die schönsten Tage des Lebens (I giorni più belli)
- 1957: Väter und Söhne (Padri e figli)
- 1957: In einem anderen Land (A Farewell to Arms)
- 1958: In die Falle gelockt (Delit de fuite)
- 1958: Mit den Waffen einer Frau (En cas de malheur)
- 1958: Liebe hat kurze Beine (I giovani mariti)
- 1958: Polikuschka
- 1959: Der falsche General (Il generale Della Rovere)
- 1960: Viva L’Italia
- 1961: Die Schwedinnen (Le svedesi)
- 1967: Der Millionen-Coup der Zwölf (Mise à sac)
- 1975: Die linke Hand des Gesetzes (La mano sinistra della legge)
- 1978: Amore, piombo e furore
- 1985: Miranda (Miranda)
- 1987: Ein Kind mit Namen Jesus (Un bambino di nome Gesù) (Fernseh-Miniserie)
- 1989: Inspektor Lavardin (Les dossiers secrets de l'inspecteur Lavardin) (Fernsehserie, 1 Folge)
- 1992: Endstation Mord (Le amiche del cuore)
- 2000: Joseph von Nazareth (Giuseppe di Nazareth) (Fernsehfilm)
- 2002: Ein Leben für den Frieden – Papst Johannes XXIII. (Papa Giovanni – Ioannes XXIII)
- 2002: Don Matteo
- 2006: Papa Luciani – Il sorriso di Dio
- 2009: Ich, Don Giovanni (Io, Don Giovanni)
- 2010: La bella società